# Roberto Álamo
Roberto Martínez Felipe (ur. 1 stycznia 1970 w Madrycie) – hiszpański aktor filmowy. Laureat dwóch Nagród Goya: dla najlepszego aktora drugoplanowego za rolę w filmie Wielka hiszpańska rodzina (2013) Daniela Sáncheza Arévalo oraz dla najlepszego aktora za rolę w Niech Bóg nam wybaczy (2016) Rodrigo Sorogoyena.

## Filmografia
- 2003: Días de fútbol jako Ramón
- 2009–2016: Czerwony Orzeł jako Juan de Calatrava
- 2011: De tu ventana a la mía jako Paco
- 2011: Skóra, w której żyję jako Zeca
- 2013: La gran familia española jako Benjamín
- 2016: Niech Bóg nam wybaczy jako Javier Alfaro
- 2017: To dla twojego dobra jako Poli